# Pelucha trifida
 Pelucha trifida  S.Watson, 1889 è una specie di piante angiosperme dicotiledoni della famiglia delle Asteraceae, sottofamiglia Asteroideae, tribù Helenieae e sottotribù Psathyrotinae.  Pelucha trifida è anche l'unica specie del genere  Pelucha  S.Watson, 1889.

## Etimologia
Il nome scientifico della specie è stato definito dal botanico Sereno Watson (1826-1892) nella pubblicazione " Proceedings of the American Academy of Arts and Sciences. Boston, MA" ( Proc. Amer. Acad. Arts 24: 55) del 1889. l nome scientifico del genere è stato definito nella stessa pubblicazione.

## Descrizione
Portamento. La specie di questa voce ha un portamento arbustivo. Sono inoltre piante senza lattice.
Fusto. La parte aerea in genere è eretta, semplice o ramosa. 
Foglie. Le foglie sono sessili e disposte in modo alternato. La lamina con forme oblanceolate è trilobata con lobi lineari.
Infiorescenza. Le sinflorescenze sono formate da capolini raccolti in cime corimbose. Le infiorescenze vere e proprie sono composte da un capolino di tipo discoide. I capolini sono formati da un involucro, con forme campanulate, composto da diverse brattee, al cui interno un ricettacolo fa da base ai fiori di due tipi: fiori del raggio (qui assenti) e fiori del disco. Le brattee sono disposte su due serie; la forma è da lineare a lanceolata, ma anche obovata o spatolata. Il ricettacolo è piatto e privo di pagliette a protezione della base dei fiori. 
Fiori.  I fiori sono tetra-ciclici (formati cioè da 4 verticilli: calice – corolla – androceo – gineceo) e pentameri (calice e corolla formati da 5 elementi). Si distinguono in:
- fiori del raggio (esterni): in genere sono assenti;
- fiori del disco (centrali): sono numerosi con forme brevemente tubulose (attinomorfe); sono ermafroditi.

- Formula fiorale:

*/x K {\displaystyle \infty }, [C (5), A (5)], G 2 (infero), achenio 
- Calice: i sepali del calice sono ridotti ad una coroncina di squame.

- Corolla: (solo fiori del disco) il colore della corolla è giallo con il tubo molto più breve della gola (cilindrica quest'ultima). I lobi in tutto sono 5, eretti e a forma deltata o ovata; sono densamente pubescenti senza cellule sclerificate.

- Androceo: l'androceo è formato da 5 stami sorretti da filamenti generalmente liberi; gli stami sono connati e formano un manicotto circondante lo stilo; le teche, produttrici del polline, alla base sono codate. Le appendici delle antere sono strettamente ovate; le cellule delle appendici sono per lo più sclerificate. Il tessuto endoteciale, rivestimento interno dell'antera, è quasi sempre polarizzato con due superfici distinte: una verso l'esterno e una verso l'interno. Il polline è sferico con un diametro medio di circa 25 micron;  è tricolporato con tre aperture sia di tipo a fessura che tipo isodiametrica o poro ed è echinato con punte sporgenti e divergenti.

- Gineceo: l'ovario è infero uniloculare formato da 2 carpelli. Lo stilo, il recettore del polline, è profondamente bifido con due stigmi divergenti e con le linee stigmatiche marginali separate e parallele. Gli apici dei bracci dello stilo sono affusolati e provvisti di papille sulla faccia abassiale che si estendono fino a metà braccio verso l'apice.

Frutti. I frutti sono degli acheni con pappo. L'achenio ha una forma cilindrica con superficie sericea. Il pappo è composto da diverse setole.

## Biologia
Impollinazione: l'impollinazione avviene tramite insetti (impollinazione entomogama tramite farfalle diurne e notturne).

Riproduzione: la fecondazione avviene fondamentalmente tramite l'impollinazione dei fiori (vedi sopra).

Dispersione: i semi (gli acheni) cadendo a terra sono successivamente dispersi soprattutto da insetti tipo formiche (disseminazione mirmecoria). In questo tipo di piante avviene anche un altro tipo di dispersione: zoocoria. Infatti gli uncini delle brattee dell'involucro (se presenti) si agganciano ai peli degli animali di passaggio disperdendo così anche su lunghe distanze i semi della pianta. Inoltre per merito del pappo (se presente) il vento può trasportare i semi anche a distanza di alcuni chilometri (disseminazione anemocora).

## Distribuzione e habitat
La specie di questa voce è distribuita in Messico nord-ovest, è endemica delle isole del Golfo della California.

## Sistematica
La famiglia di appartenenza di questa voce (Asteraceae o Compositae, nomen conservandum) probabilmente originaria del Sud America, è la più numerosa del mondo vegetale, comprende oltre 23.000 specie distribuite su 1.535 generi, oppure 22.750 specie e 1.530 generi secondo altre fonti (una delle checklist più aggiornata elenca fino a 1.679 generi). La famiglia attualmente (2021) è divisa in 16 sottofamiglie; la sottofamiglia Asteroideae è una di queste e rappresenta l'evoluzione più recente di tutta la famiglia.

### Filogenesi
La tribù di questa voce (Helenieae) è una delle 21 tribù della sottofamiglia Asteroideae). Da un punto di vista filogenetico, Helenieae, all'interno della sottofamiglia, fa parte del gruppo "Helianthodae" (o anche “Heliantheae Alliance”).
Nell'ambito della tribù le Psathyrotinae occupano, da un punto di vista evolutivo, una posizione abbastanza centrale. Il pappo formato da setole qualche volta connate alla base è un carattere distintivo del gruppo. Il genere Pelucha è il primo gruppo che si è evolutivamente separato dal resto della sottotribù.
I caratteri distintivi della specie Pelucha trifida sono:
- le foglie hanno delle lamine trilobate con lobi lineari;
- i capolini sono raccolti in cime corimbose;
- gli apici dei bracci dello stilo sono affusolati e provvisti di papille sulla faccia abassiale che si estendono fino a metà braccio verso l'apice;
- questa specie è endemica delle isole del Golfo della California.

Il numero cromosomico delle specie di questo genere è: 2n = 38 .